# Najm-ad-Din Kubra
Abu-l-Jannab Àhmad ibn Úmar, conegut en àrab com Najm-ad-Din Kubrà o, en farsi, Najmuddín-e Kubrà (نجم‌الدین کبری, Najmuddīn-e Kubrā) (1145-1220) fou un erudit persa, fundador de la tariqa dels Kubrawiyya, una de les confraries sufís principals de l'Àsia central i el Khorasan, de la que en van derivar moltes d'altres. Va morir durant la conquesta mongola de Coràsmia i va deixar diverses obres breus però importants. Es creu que la seva confraria va ser substituïda pels nakxabandiyya cap al segle xv, però va continuar en alguns llocs i, almenys a Saktari, prop de Bukharà, encara operava a inicis del segle xviii.